# Ruta europea E97
La ruta europea E97 es una ruta europea de clase A que pasa por Ucrania, Rusia, Abjasia/Georgia y Turquía a lo largo de 1360 km. Conecta la región del norte del mar Negro con el sur del mismo por su orilla oriental.

## Descripción de la ruta
La E97 comienza en la ciudad ucraniana de Jersón y continúa hasta la ciudad georgiana de Poti, atravesada por varias rutas europeas. Desde Jersón continúa por la M17. La carretera pronto pasa al territorio de Crimea (anexionada por Rusia), donde sigue la ruta Dzhankói – Feodosia – Kerch, y luego se interrumpe por el estrecho de Kerch. La carretera utilizaba la línea de ferry del estrecho de Kerch, ahora descontinuada, entre Port Krym, Ucrania y Port Kavkaz, Rusia, pero en 2018 se inauguró el puente de Crimea que conecta Crimea y Rusia por carretera (A290).
En Rusia, la E97 se dirige a Novorosíisk, por la M4 hasta Dzhubga y finalmente por la autopista M27 hasta la ciudad turística de Sochi. Más al sur, la ruta continúa a través de Georgia, pasando por Sujumi (capital de Abjasia, Poti y Batumi antes de llegar a la frontera turca. Desde allí, se extiende hasta Trebisonda, Gümüşhane y Aşkale, donde termina la E97. Entre Trebisonda y Poti, la E97 coincide con el segmento más oriental de la ruta europea E70.

## Carreteras
Ucrania
- Ucrania:  M17 Jersón ( E58) - Kalanchak

 ( Crimea
- Ucrania:  M17 (Rusia la llama 35A-001 y 35K-001): Krasnoperekopsk - Dzhankóy  - Feodosia
- Rusia:  A291 Feodosia - Kerch

Estrecho de Kerch (Rusia)
- Rusia  A290 (Puente de Crimea) Kerch - Novorossiysk

 Rusia
- Rusia:  M4 Novorosíisk ( E115) - Dzhubga ( E592).
- Rusia:  A147 Dzhubga ( E 592 ) - Sochi

 Georgia
- Georgia:  S1 (bajo  Abjasia) Leselidze - Sujumi - Gali
- Georgia:  S1 Zugdidi - Senaki ( E60)
- Georgia: Archivo:S2-GE-svg S2 Senaki ( E60) - Poti ( E60, comienzo de confluencia con la  E70) - Grigoleti ( E692) - Batumi - Sarpi

 Turquía
- Turquía:  D.010 Sarp - Rize - Trebisonda (fin de confluencia con la  E70)
- Turquía:  D.885 Trebisonda - Gümüşhane
- Turquía:  D.050 Gümüşhane - Bayburt
- Turquía:  D.915 Bayburt - Aşkale ( E80)